# Wiesław Kryński
Wiesław Kryński (ur. 2 lipca 1903 w Kaliszu, zm. 3 kwietnia 1953 w Krakowie) – polski socjolog, asystent i doktorant Floriana Znanieckiego, bibliotekarz.

## Życiorys
Był synem Leona Erazma (wyższego urzędnika bankowego) i Marii z Czachorowskich. Naukę na poziomie szkoły elementarnej i pierwszych klas gimnazjum odbywał w domu, od IV klasy był uczniem włocławskiego Gimnazjum im. Jana Długosza. Egzamin dojrzałości złożył w 1925 i wstąpił na Uniwersytet Poznański, gdzie początkowo studiował filologię polską, a po roku przeszedł na socjologię. Przez trzy lata zatrudniony był na uczelni w charakterze asystenta i wykonywał w tym czasie obowiązki bibliotekarza Seminarium Socjologicznego. Biorąc udział w badaniach Floriana Znanieckiego, przygotował rozprawę doktorską Stosunek społeczny rodziców i dzieci w polskich rodzinach robotniczych – na podstawie życiorysów, którą obronił w 1933 (jako recenzent wystąpił Stefan Błachowski). Przez jakiś czas utrzymywał się z udzielania prywatnych korepetycji, publikując zarazem liczne recenzje prac i czasopism socjologicznych, głównie na łamach „Przeglądu Socjologicznego”, 'Dziennika Poznańskiego”, „Pionu” i „Nowego Kuriera”. Ogłosił m.in. recenzje dzieł Znanieckiego (Socjologia wychowania, w „Myśli Mocarstwowej”, 1928, nr 7) i Chałasińskiego (Społeczna genealogia inteligencji polskiej, w „Biuletynie Socjologicznym”, 1946, zeszyt 1), a także samodzielną pracę Rozwój socjologii w Poznaniu („Literatura i Sztuka”, 1928, nr 23/4).
Kilka miesięcy przed wybuchem II wojny światowej znalazł się na kresach. Był bibliotekarzem Wołyńskiego Towarzystwa Przyjaciół Nauk w Łucku, potem kierownikiem Wołyńskiego Instytutu Naukowego w Krzemieńcu. Po wojnie powrócił do kraju i od sierpnia 1945 pracował w Bibliotece Jagiellońskiej, oficjalną nominację na bibliotekarza odbierając 1 czerwca 1946. W placówce tej pracował do końca życia, nie zaniedbując również działalności na polu socjologii. Był m.in. jednym z organizatorów krakowskiego Koła Socjologów (9 kwietnia 1946) i jego pierwszym skarbnikiem. W 1949 wszedł w skład Komisji Socjologicznej Polskiej Akademii Umiejętności.
Oba zawody – wyuczony i wykonywany – połączył w ramach pracy nad bibliografią socjologii polskiej. Zaplanowanego na wiele lat zamierzenia zrealizować nie zdołał ze względu na przedwczesną śmierć, pozostawił jedynie w rękopisie bibliografię prac Floriana Znanieckiego. Zgromadził cenny prywatny księgozbiór, posiadał również zbiory ekslibrisów i numizmatów. Zmarł 3 kwietnia 1953 w Krakowie.